# Zakłady Naprawcze Taboru Kolejowego Pruszków

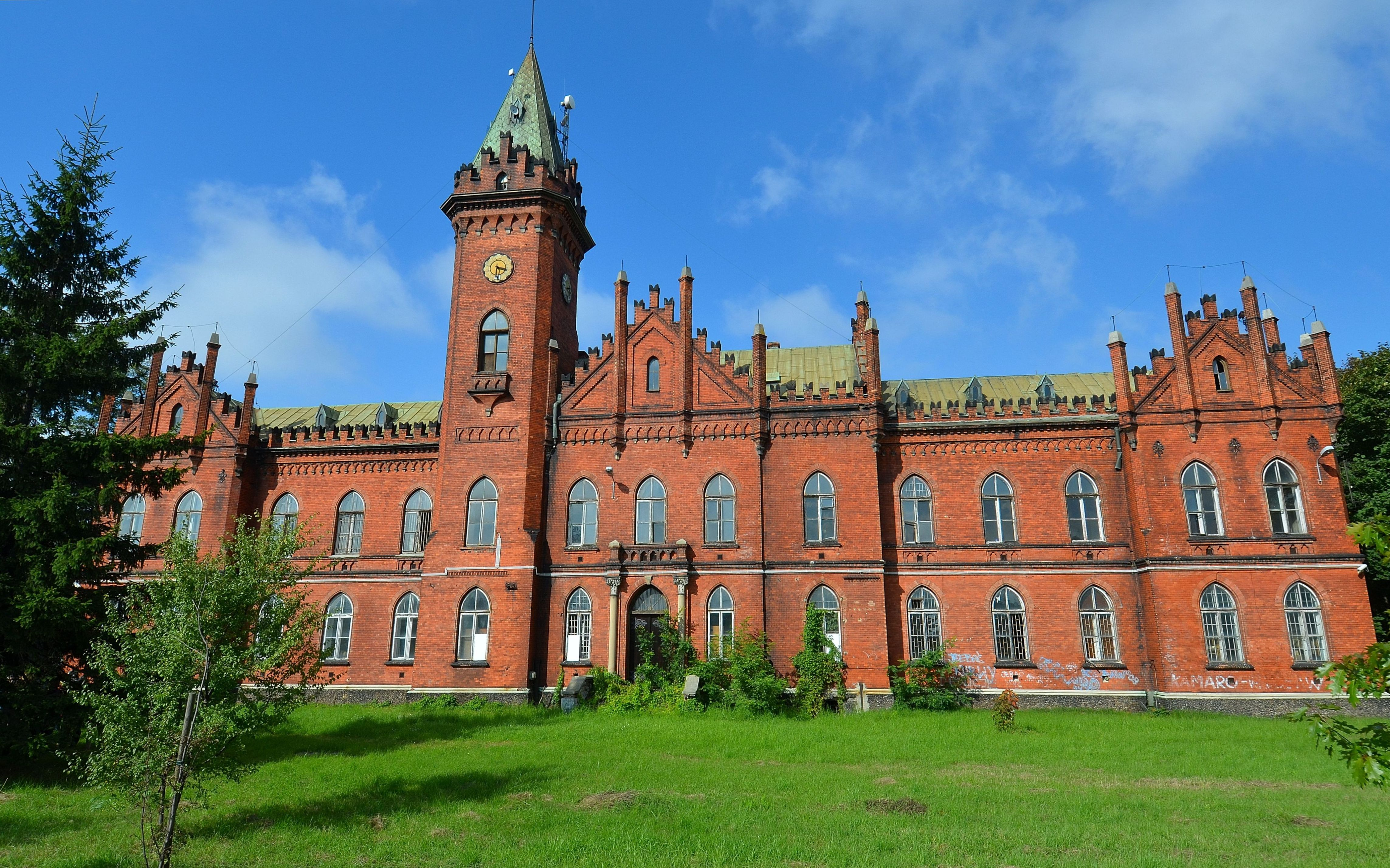
Budynek Dyrekcji na terenie ZNTK Pruszków

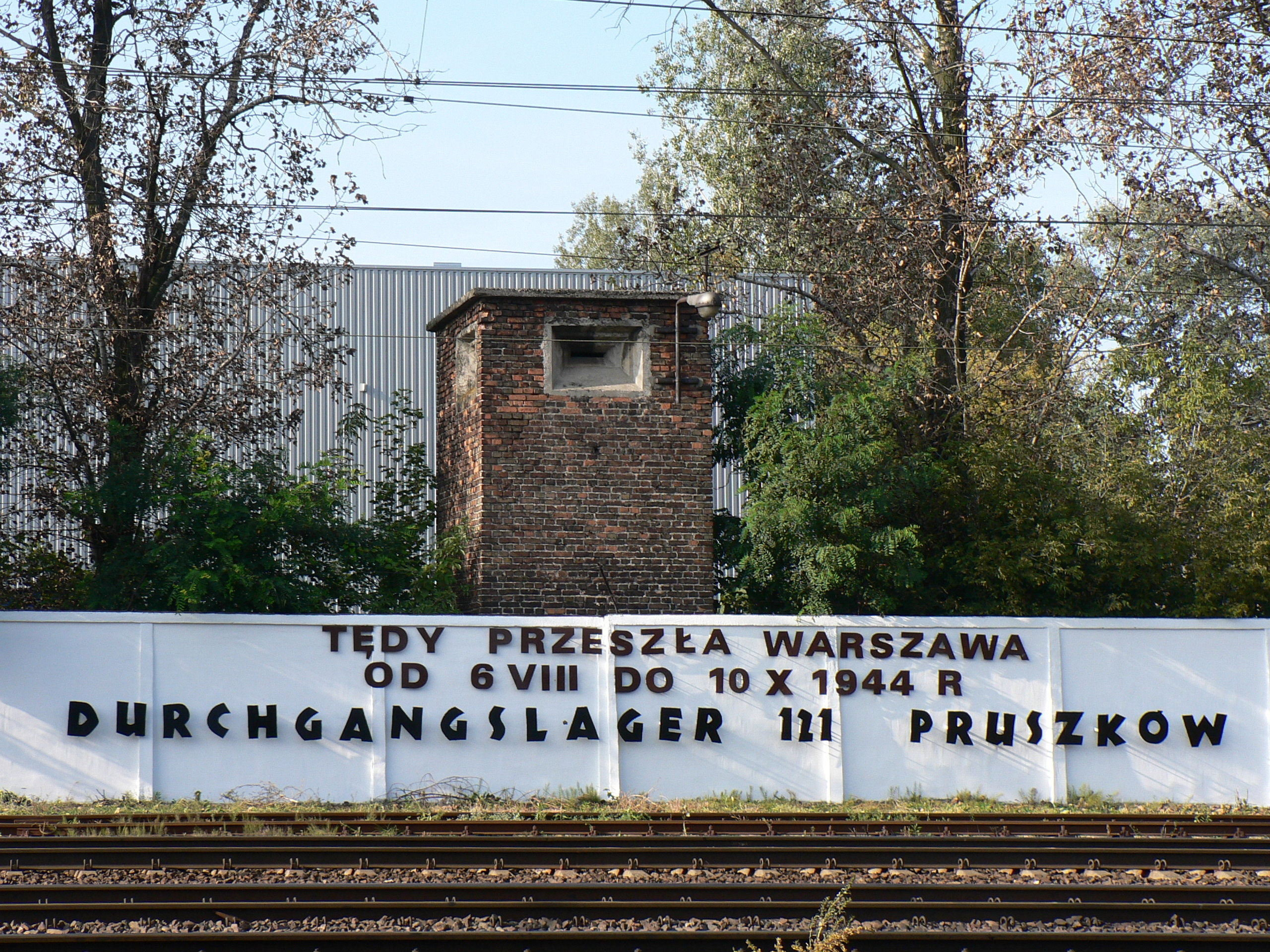
Napis upamiętniający obóz przejściowy Dulag 121 na terenie ZNTK Pruszków

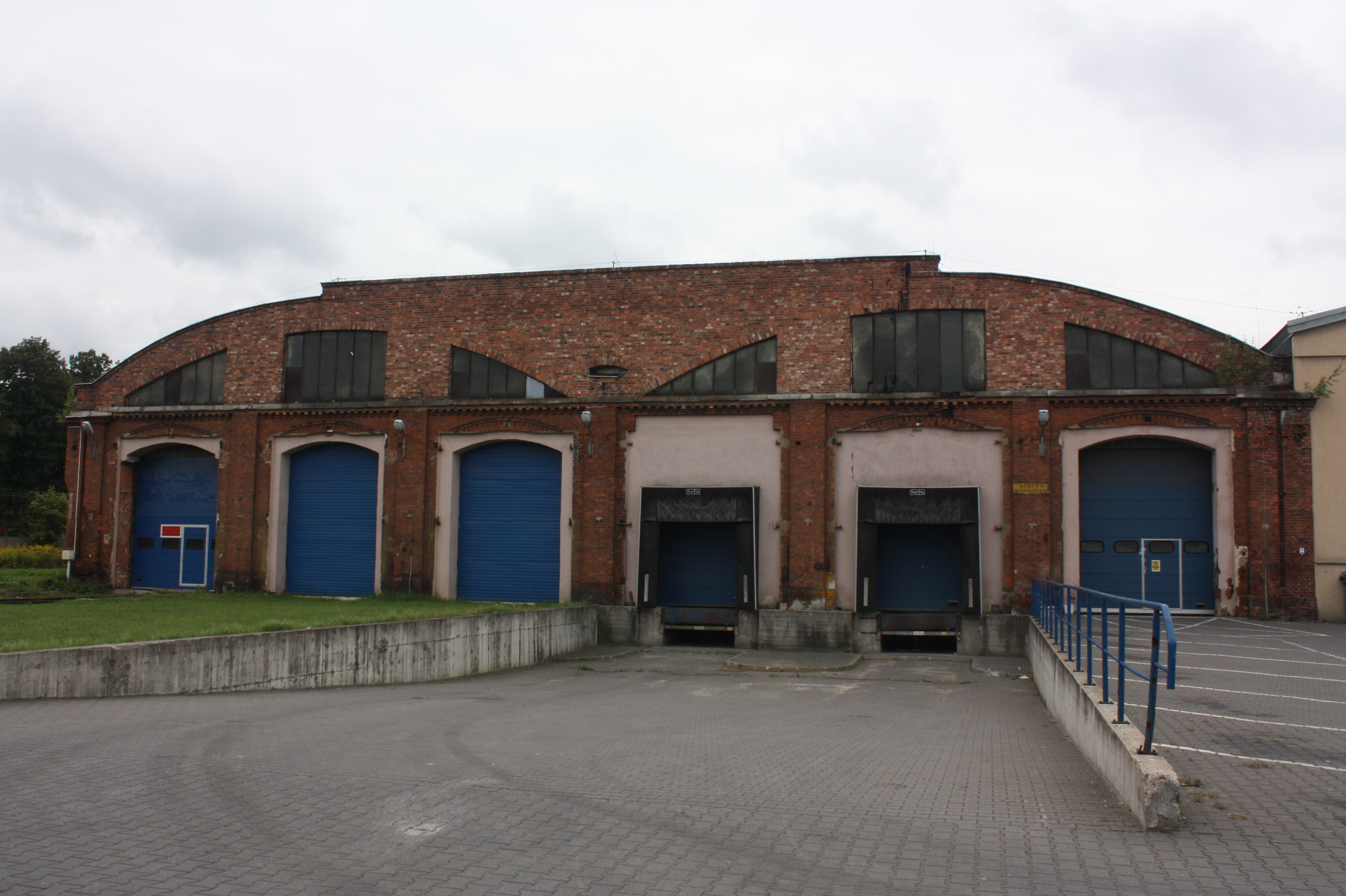
Hala napraw wagonów towarowych

Zakłady Naprawcze Taboru Kolejowego Pruszków – zakłady napraw wagonów towarowych znajdujące się w pobliżu osady fabrycznej Pruszków na terenie ówczesnej wsi Żbików, działające w latach 1897–1997.

## Historia
Zakłady powstały w 1897 jako Warsztaty Naprawy Wagonów Towarowych z inicjatywy Towarzystwa Drogi Żelaznej Warszawsko-Wiedeńskiej.
Początkowo dokonywano napraw wagonów towarowych oraz małych napraw wagonów osobowych. W 1913 w warsztatach zatrudnionych było ok. 500 robotników. W czasie I wojny światowej większość z pracowników była ewakuowana w głąb Rosji. W dwudziestoleciu międzywojennym zakład został przejęty przez PKP oraz był systematycznie modernizowany i rozbudowywany. W 1939 warsztaty zajmowały obszar 53 ha, a załoga liczyła ok. 1300 osób.
Po 1945 Zakłady Naprawcze Taboru Kolejowego były największym zakładem pracy w Pruszkowie. Po śmierci wietnamskiego polityka Hồ Chí Minha w 1969 Zakłady Naprawcze Taboru Kolejowego w Pruszkowie zostały zakładami jego imienia.
Zakłady zostały zlikwidowane w 1997 a na ich terenie powstał Millennium Logistic Park.

## Dulag
We wrześniu 1939 Niemcy zorganizowali tu obóz przejściowy dla żołnierzy Wojska Polskiego. W październiku 1939 przejęła je niemiecka Kolej Wschodnia (Ostbahn) i ulokowały Warsztaty Naprawcze Wagonów (Ostbahnausbesserungswerke). W czasie II wojny światowej na terenie warsztatów kolejowych został zlokalizowany obóz przejściowy „Dulag 121”. Obóz istniał od 6 sierpnia 1944 do 17 stycznia 1945. Kierowano tu cywilną ludność stolicy (w czasie i po upadku powstania warszawskiego), a następnie wywożono głównie do obozów pracy w Rzeszy.
W 2010 na terenie dawnego zakładu otwarto Muzeum Dulag 121.